# SKINAMARINK/スキナマリンク
『SKINAMARINK/スキナマリンク』（原題：Skinamarink）は、2022年制作のカナダのホラー映画。
実験的な映像と解釈を委ねるミニマリスティックな演出によるイマジネーション・ホラー映画。制作費はわずか15,000ドルにもかかわらず、北米で692館という異例の規模で公開され、最終興行収入は約200万ドルという大ヒットとなった。

## あらすじ
真夜中に目を覚ましたケヴィンとケイリーの幼いきょうだいは、家族の姿や窓やドアが全て消えた家に取り残され、悪夢のような恐ろしい体験をする。

## キャスト
- ケヴィン：ルーカス・ポール
- ケイリー：ダリ・ローズ・テトロー
- ロス・ポール
- ジェイミー・ヒル